# Little Jimmy
Little Jimmy är en möjlig kandidat till titeln "världens första västernserie", tecknad av amerikanen James Swinnerton (1875–1974). Serien startade 1904.